# Joe Fazio
Joseph Ray "Joe" Fazio (ur. 11 września 1942 w Sydney, zm. w sierpniu 2011) – australijski wioślarz, srebrny medalista olimpijski.

## Kariera
Wystąpił na  igrzyskach olimpijskich w Meksyku, gdzie Australijczycy w składzie: Alf Duval, Michael Morgan, Joe Fazio, Peter Dickson, David Douglas, John Ranch, Gary Pearce, Bob Shirlaw i Alan Grover (sternik) zdobyli srebrny medal w ósemkach. W finale o 0,98 sekundy przegrali z osadą RFN, a o 1,13 sekundy wyprzedzili osadę ZSRR. Był to jego jedyny start olimpijski.
W latach 1993-1997 pracował jako trener. Po zakończeniu kariery pracował w przemyśle lotniczym. Pod koniec życia cierpiał na demencję.